# (6697) Celentano
(6697) Celentano est un astéroïde de la ceinture principale.

## Description
(6697) Celentano est un astéroïde de la ceinture principale. Il fut découvert le 24 avril 1987 à l'Observatoire Kleť par Zdeňka Vávrová. Il présente une orbite caractérisée par un demi-grand axe de 3,23 UA, une excentricité de 0,06 et une inclinaison de 11,6° par rapport à l'écliptique.

## Compléments